# Jędrychowice
Jędrychowice (cz. Jindřichovice, niem. Hennerwitz) – wieś w Polsce położona w województwie opolskim, w powiecie głubczyckim, w gminie Branice.
Leży na terenie Nadleśnictwa Prudnik (obręb Prudnik).

## Nazwa
Nazwa miejscowości pochodzi od imienia męskiego Andrzej, które zmieniło się później w Jędrzej. Świadczy o tym pierwsza zanotowana w 1224 roku nazwa miejscowości Andreowic. W 1256 została zanotowana jako Henrikestorp, a w 1377 Henrichowicz.

## Historia
Historycznie miejscowość leży na tzw. polskich Morawach, czyli na obszarze dawnej diecezji ołomunieckiej. Po raz pierwszy wzmiankowane zostały w 1224, kiedy należało do czeskiego Margrabstwa Moraw, później do księstwa opawskiego, które co najmniej od końca XV wieku było już uważane za część Górnego Śląska.
Po wojnach śląskich znalazła się w granicach Prus i powiatu głubczyckiego. Pomimo nazwy pochodzenia słowiańskiego była już wówczas niemieckojęzyczna. W granicach Polski od końca II wojny światowej.
W latach 1975–1998 miejscowość administracyjnie należała do ówczesnego województwa opolskiego.